# Trans America
Trans America ist ein Brettspiel des Spieleautors Franz-Benno Delonge für 2–6 Spieler ab acht Jahren. Es beschäftigt sich mit dem Thema Eisenbahn. Das Spiel erschien 2002 bei Winning Moves.
Zwei bis sechs Spieler bauen auf einer Karte der USA ein Eisenbahnnetz auf. Zu Beginn des Spieles erhält jeder Spieler 5 Städtekarten und muss bis zum Ende der Runde diese angegebenen Städte miteinander verbinden. Im Gegensatz zu vielen anderen Eisenbahnspielen bauen die Spieler dabei an einem gemeinsamen Netz. Die Spieler legen reihum ein oder zwei Schienenteile auf das vorgedruckte Schienennetz. Wenn der erste Spieler alle seine Städte ans Netz angeschlossen hat, endet die Runde. Die anderen Spieler verlieren für jedes Schienenteil, das ihnen noch zum Anschluss ihrer Städte fehlt, einen Punkt (von Anfangs 13). Das Spiel geht so lange, bis ein Mitspieler keine Punkte mehr hat. Der Spieler mit den meisten verbleibenden Punkten gewinnt.
Auch als Browserspiel kann Trans America gespielt werden.
Das Spiel wurde 2002 für Spiel des Jahres nominiert. Im gleichen Jahr erhielt es den 2. Platz  beim Deutschen Spielepreis. Ein Grund für die Prämierung war auch die einfache Spielregel: Der Spielplan zeigt die Landkarte der Vereinigten Staaten von Amerika (ohne Alaska und Hawaii), auf dem ausgewählte große Städte eingetragen sind. Diese Städte sind in fünf farbig markierte Regionen eingeteilt (z. B. die Städte an der Westküste grün, der Süden der USA rot etc.) und mit einem Dreiecks-Gitternetz verbunden. Zu jeder Stadt gibt es eine Spielkarte, deren Rückseite die Farbe der Stadt trägt. 
Jeder Spieler erhält nun von jeder Gruppe (Region) genau eine Karte mit einer Stadt und muss nun versuchen, ausgehend von seinem Startstein, den er  beliebig auf einen Knoten des Gitternetzes platzieren kann, ein „Schienennetz“ zu bauen, das alle fünf Städte erreicht. Dazu legt er kleine Holzstäbchen als  Schienen  auf das Netz; abwechselnd kann jeder Spieler  maximal zwei davon in einem Zug legen. 
Nachdem jeder Spieler alle fünf Regionen anbinden muss, wachsen die Netze schnell zusammen, und man kann die bereits errichteten Wege des Gegners mitbenutzen und erweitern.
Wer als erster alle seine Städte angebunden hat, gewinnt den Spieldurchgang. Die Gegner erhalten Minuspunkte für ihre fehlenden Schienenwege.

## Trans Europa
Im Jahr 2005 erschien eine Variante von Trans America unter dem Namen Trans Europa, deren Spielplan eine stilisierte Europa-Karte zeigt. Das Spielprinzip bleibt identisch. Trans Europa erhielt 2005 den österreichischen Preis Spiel der Spiele.